# L'Éventail de Jeanne
L'Éventail de Jeanne est un ballet « pour enfants » en un acte, écrit en 1927 par dix compositeurs français, avec pour la première privée de 1927 comme pour la première publique de 1929 une chorégraphie par Alice Bourgat et Yvonne Franck, des décors et éclairages par Pierre Legrain et René Moulaert, des costumes par Marie Laurencin.

## Présentation
Cette musique est un ballet collectif écrit par dix compositeurs français, qui ont chacun composé un morceau ou danse classique librement stylisée, :
- Maurice Ravel : Fanfare, « fanfare lilliputienne, qui commence comme une sonnerie de trompes d'insectes pour finir dans le style du Crépuscule des Dieux[3] » selon Roland-Manuel ;
- Pierre-Octave Ferroud : Marche, « assez alambiquée et vaguement jazzistique[1] » pour Marcel Marnat ;
- Jacques Ibert : Valse, « parodie qui préfigure le fameux Divertissement de 1930[1] » ;
- Roland-Manuel : Canarie, « enjoué et lyrique[1] » ;
- Marcel Delannoy : Bourrée, « bruyant exercice d'orchestre, très proche, pourtant, du Tombeau de Couperin[1] » ;
- Albert Roussel : Sarabande, « première page qui ne doive rien à Ravel mais un rien filandreuse[1] » selon Marnat ;
- Darius Milhaud : Polka, « pièce amusante, harmoniquement sage mais d'une orchestration piquante[1] » ;
- Francis Poulenc : Pastourelle, « bien connue de nos jours, au piano, mais admirablement sonnante à l'orchestre"[1] » ;
- Georges Auric : Rondeau, « du point de vue sonore et du point de vue du climat, page la mieux venue"[1] » ;
- Florent Schmitt : Finale : Kermesse-Valse, « la page la plus longue et la plus largement orchestrée, issue d'une esquisse de valse remontant à 1903[1] ».

## Contexte
La « Jeanne », auquel le titre réfère, est une mécène des arts parisienne, Jeanne Dubost.
Au printemps 1927, elle offre à dix de ses amis compositeurs des feuilles de son éventail, leur demandant à chacun d'entre eux d'écrire une petite danse pour ses élèves. Les enfants y sont habillés en costumes de conte de fées et le décor est animé par des miroirs.
Il fut produit pour la première fois dans le salon parisien de Jeanne Dubost le 16 juin 1927, avec un petit orchestre dirigé par Roger Désormière.
Sa création publique eut lieu à l'Opéra Garnier le 4 mars 1929, sous la direction d'orchestre de Joseph-Eugène Szyfer, avec entre autres jeunes danseuses d'une dizaine d'années Odette Joyeux, Marcelle Bourgat, Yvette Chauviré, Tamara Toumanova et Irina Baranova, la seule danseuse adulte étant Alice Bourgat,.

## Partition
La partition est disponible à la Bibliothèque-musée de l'Opéra de Paris (Bibliothèque nationale de France).
Des arrangements pour piano quatre-mains de la plupart des scènes sont disponibles sur la bibliothèque musicale numérique IMSLP (lien vers la recherche).

## Enregistrements
Des extraits du ballet ont été enregistrés à plusieurs reprises depuis les années 1930, notamment Fanfare de Ravel et Pastourelle de Poulenc.
Le premier enregistrement complet a été réalisé en 1984 par le Philharmonia Orchestra dirigé par Geoffrey Simon (en).